# Estatuas de Gudea

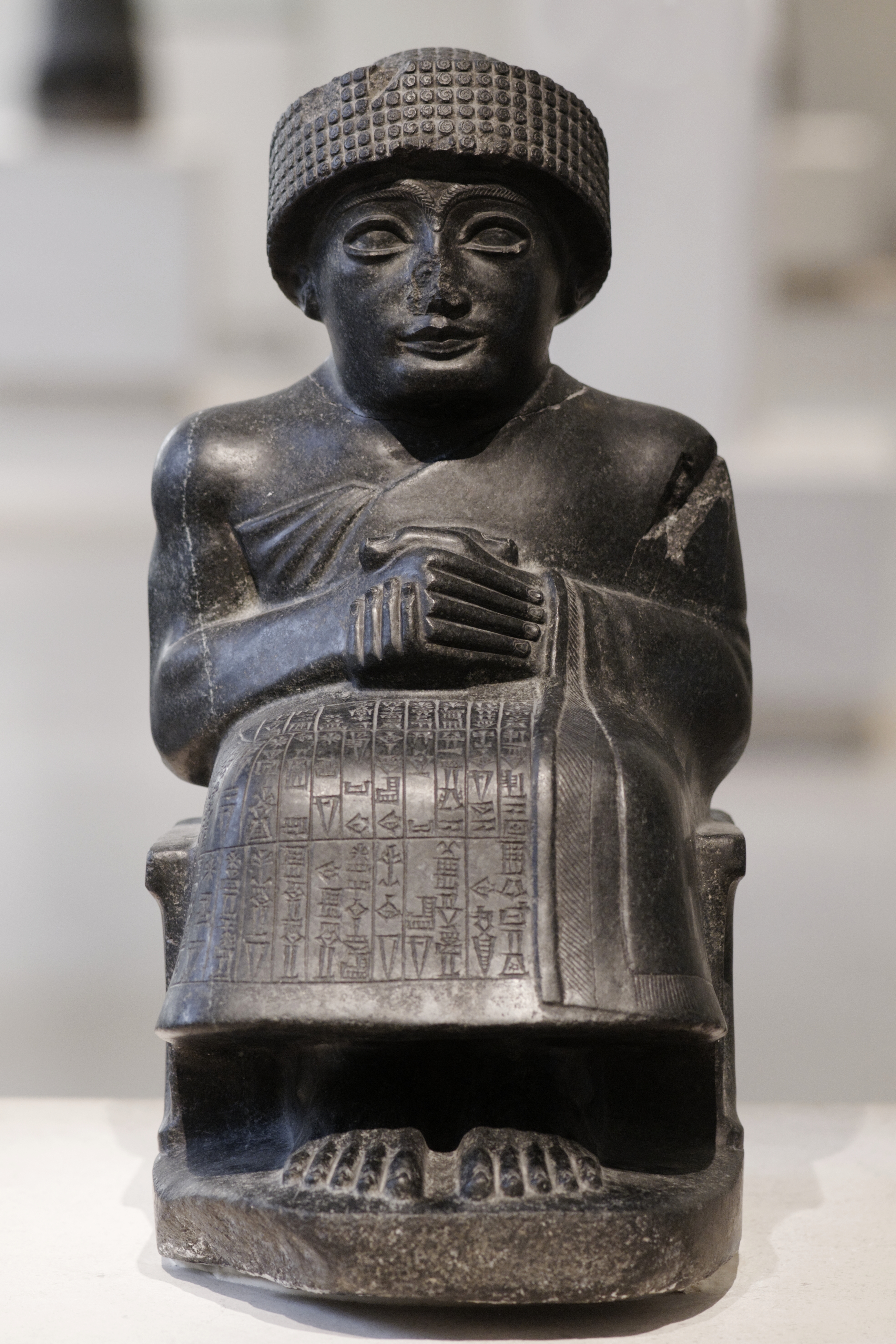
Estatua de diorita I, Louvre (Estatua sedente del príncipe Gudea)

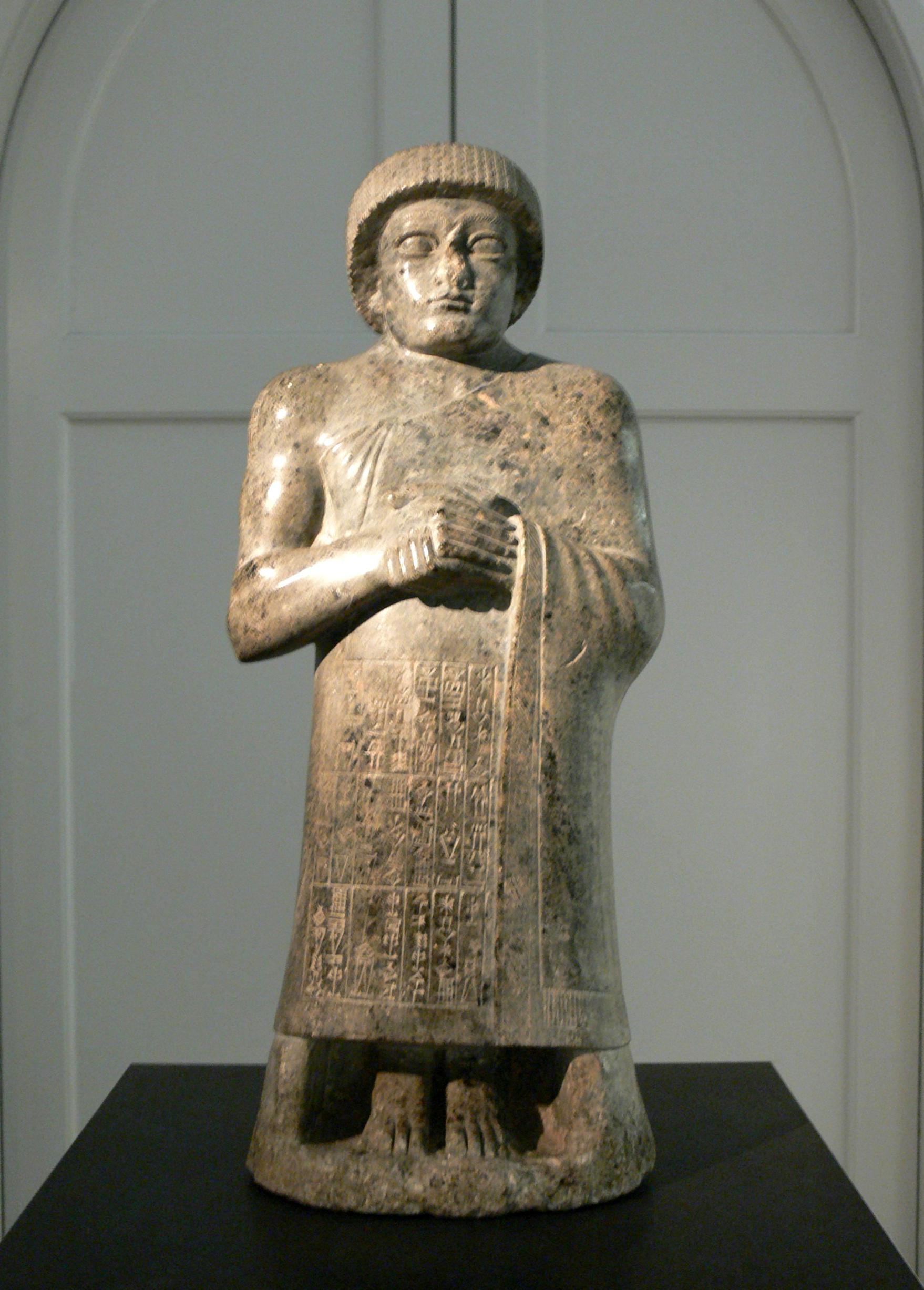
Estatua O, Copenhague

Se han encontrado veintisiete estatuas de Gudea, un gobernante (ensi) del estado de Lagash en la Mesopotamia meridional. Gudea gobernó entre h. 2144 - 2124 a. C. y las estatuas demuestran un nivel muy sofisticado de destreza para su época. Las estatuas conocidas se han clasificado 'A-AA' por los arqueólogos.

## Procedencia
Las estatuas A-K se encontraron durante las excavaciones de Ernest de Sarzec en el patio del palacio de Adad-nadin-ahhe en Telloh (antigua Ngirsu). Las estatuas M-Q proceden de excavaciones clandestinas en Telloh en 1924; el resto vienen de comercio de arte, con procedencias desconocidas y, a veces autenticidad dudosa. No hay certidumbre razonable de que las figuras L y R representen a Gudea.

## Descripción y propósito
Las estatuas pretendían representar al gobernante en los templos, para ofrecer una constante oración a su servicio; se le hacían ofrendas a estas esculturas. La mayor parte de las estatuas llevan una dedicatoria inscrita explicando a qué dios se dedicaba. Gudea está sentado o en pie; en un caso (N, Gudea con el vaso que mana), sostiene una jarra de agua au vase jaillissant. Normalmente luce un kaunakes ajustado, quizá hecho con piel de oveja, y un vestido largo con borlas. Solo en un ejemplo (M, estatua Soclet) lleva un vestido diferente, que recuerda a la vestimenta real acadia (torso de Manishtushu). En el regazo de una de ellas (estatua B) está el plano de su palacio, con la escala de medir al lado. La estatua F es parecida a la B; a las dos les falta la cabeza, y tienen en el regazo un tablero con una escala de medir y un estilo, solo que la estatua F no tiene un plano del terreno.

## Tamaño y material
Parece que las estatuas más antiguas son pequeñas y realizadas en alabastro; más tarde, cuando se establecieron rutas comerciales más amplias, se usó un material exótico más caro, la diorita. La diorita ya la habían usado antiguos gobernantes sumerios (Estatua de Entemena). Según la inscripción, este material (o gabro,  na4esi ) procedía de Magan. Los restos de una estatua de diorita muy grande en el Museo Británico podrían ser una representación de Gudea, pero esto no puede asegurarse con certeza. Lo que queda de la estatua tiene metro y medio de alto (y pesa más de 1250 kg), lo que significa que si estuviera plenamente reconstruida, la estatua superaría cómodamente los tres metros de alto y sería la escultura más grande de este gobernante, de entre las descubiertas.

## Inscripción dedicatoria
La dedicatoria de las estatuas de diorita normalmente dicen cómo el ensi Gudea hizo que se trajera diorita desde las montañas de Magan, le dio forma como una estatua de sí mismo, llamado por su hombre a honrar al dios/diosa (x) e hizo que la estatua se llevara al templo de (y). La mayor parte de las estatuas grandes (casi de tamaño natural, la D es incluso más grande) están dedicadas a los dioses principales de Lagash: Ningirsu, su esposa Ba'u, las diosas Gatumdu e Inanna y Ninhursanga como la "Madre de los dioses". Q está dedicada a Ningiszida, deidad protectora personal de Gudea más propiamente relacionada con Fara y Abu Salabikh, las más pequeñas M, N y O a su "esposa" Gestinanna. La relación entre Ningiszida y Gestinanna fue probablemente inventada por Gudea para lograr una conexión más estrecha con Lagash.

## Tabla de estatuas
| Número | Material                      | Tamaño  | Postura | Procedencia                            | Dedicada a        | Hoy en                                  | Número de catálogo en el museo  |
| ------ | ----------------------------- | ------- | ------- | -------------------------------------- | ----------------- | --------------------------------------- | ------------------------------- |
| A      | diorita                       | 1,24 m  | en pie  | excavaciones de E. de Sarzec, Telloh   | Ninhursanga/Nintu | Louvre                                  | AO 8                            |
| B      | diorita                       | 0,93 m  | sedente | excavaciones de E. de Sarzec, Telloh   | Ningirsu          | Louvre                                  | AO 2                            |
| C      | diorita                       | 1,38 m  | en pie  | excavaciones de E. de Sarzec, Telloh   | Inanna            | Louvre                                  | AO 5                            |
| D      | diorita                       | 1,57 m  | sedente | excavaciones de E. de Sarzec, Telloh   | Ningirsu          | Louvre                                  | AO 1                            |
| E      | diorita                       | 1,42 m  | en pie  | excavaciones de E. de Sarzec, Telloh   | Ba'u              | Louvre                                  | AO 6                            |
| F      | diorita                       | 0,86 m  | sedente | excavaciones de E. de Sarzec, Telloh   | Gatumdu           | Louvre                                  | AO 3                            |
| G      | diorita                       | 1,33 m  | en pie  | excavaciones de E. de Sarzec, Telloh   | Ningirsu          | Louvre                                  | AO 7                            |
| H      | diorita                       | 0,77 m  | sedente | excavaciones de E. de Sarzec, Telloh   | Ba'u              | Louvre                                  | AO 4                            |
| I      | diorita                       | 0,45 m  | sedente | excavaciones de E. de Sarzec, Telloh   | Ningishzida       | Louvre                                  | AO 3293 + AO 4108               |
| J      | diorita                       | --      | --      | excavaciones de E. de Sarzec, Telloh   | --                | --                                      | --                              |
| K      | diorita                       | 1,24 m  | en pie  | excavaciones de E. de Sarzec, Telloh   | Ningirsu          | --                                      | --                              |
| L      | diorita                       | --      | --      | --                                     | --                | (Kudurru)                               | --                              |
| M      | alabastro o paragonita        | 0,41 m  | en pie  | excavaciones clandestinas, Telloh 1924 | Geshtinanna       | Detroit Institute of Arts               | --                              |
| N      | dolerita, calcita o esteatita | 0,61 m  | en pie  | excavaciones clandestinas, Telloh 1924 | Geshtinanna       | Louvre                                  | AO 22126                        |
| O      | esteatita                     | 0,63 m  | en pie  | excavaciones clandestinas, Telloh 1924 | Geshtinanna       | Ny Carlsberg Glyptotek, Copenhague      | NCG 840                         |
| P      | diorita                       | 0,44 m  | sedente | excavaciones clandestinas, Telloh 1924 | Ningishzida       | Nueva York, Museo Metropolitano de Arte | 59.2                            |
| Q      | diorita                       | 0,33 m  | sedente | excavaciones clandestinas, Telloh 1924 | Ningishzida       | cuerpo en Bagdad, cabeza en Filadelfia  | cuerpo: 2909, cabeza: CBS 16664 |
| R      | diorita                       | 0,185 m | sedente | comercio de arte                       | Namhani           | Museo Semítico de Harvard               | HSM 8825                        |
| S      | caliza                        | --      | en pie  | --                                     | --                | Louvre                                  | --                              |
| T      | --                            | 1,24 m  | --      | --                                     | --                | Colección Golenishev                    | --                              |
| U      | dolerita                      | 0,71 m  | sedente | Seleucia del Tigris cerca de Seleucia  | Ninhursanga/Nintu | Museo Británico                         | 98065                           |
| V      | diorita                       | 0,78 m  | en pie  | comercio de arte                       | --                | Museo Británico                         | 122910                          |
| W      | diorita                       | --      | --      | --                                     | --                | --                                      | --                              |
| X      | diorita                       | --      | --      | --                                     | Meslamta'ea       | --                                      | --                              |
| Y      | caliza                        | --      | --      | --                                     | Ningirsu          | --                                      | --                              |
| Z      | diorita                       | --      | --      | --                                     | --                | --                                      | --                              |
| AA     | caliza                        | --      | --      | --                                     | --                | --                                      | --                              |

## Para saber más
- Edzard, Dietz Otto (1997). «Gudea and His Dynasty». Royal Inscriptions of Mesopotamia Early Periods - RIME  3/1. Toronto University Press.
- Johansen, F. (1978). «Statues of Gudea, ancient and modern». Mesopotamia 6.
- Parrot, A. (1948). Tello, vingt campagnes des fouilles (1877-1933). París.
- Steible, H. (1994). «Versuch einer Chronologie der Statuen des Gudea von Lagas». Mitteilungen der Deutschen Orient-Gesellschaft 126. pp. 81-104.